# 펌프 잇 업 익시드
펌프 잇 업 익시드 (Pump it up Exceed)는 펌프 잇 업의 10번째 작품으로, 국제에서는 5번째 작품에 해당된다. 2004년 4월 2일에 출시되었다. 이 버전부터는 곡별을 구분하기 위해서 BanYa(반야)/Pop(팝)/K-Pop(한국 대중가요)의 세 채널로 나눈 새로운 인터페이스를 선보였다. 빨간 발판을 이용해 채널을 선택하고, 파란 발판을 이용해 채널 내의 곡을 선택하며, 그 뒤에 모드를 선택하는 방식이다. 수록곡은 구곡 77곡에 신곡 27곡이 추가되어 104곡이 수록되었다. 이 버전부터는 하드웨어를 사용하고 있다. 이 버전부터는 인터넷랭킹이 도입되었다. 또한 기본 기판을 기존의 MK-3 기판에서 MK-5 기판으로 변경하면서 대대적으로 비주얼 이펙트가 파워업하기 시작한 버전이다. 또한 국내 기준으로 이 버전부터 GX 타입의 기체 판매가 시작하였는데, 웬만한 오락실은 CRT를 사용한 SD타입으로 가동했고, DX나 SD나 기계적인 문제자체는 별로 없었기 때문에 대부분의 오락실에서 GX기계를 새로 구입하지 않고 기존에 펌프를 돌리던 SD나 DX기계에서 업그레이드를 했기 때문에 GX기계는 별로 풀리지 않았다. 4스테이지를 A이상으로 끝내서 인터넷랭킹의 암호를 기억한 뒤 홈페이지에 새기면 된다. 크레이지랑 나이트메어에서 난이도의 상향 평준화 때문에 A랭크를 뽑는 기준이 이 버전부터 완화되었다. 현재도 막장난이도를 자랑하는 '디그니티'가 이 버전에 나왔다. 각각의 모드마다 다른 기준으로 난이도를 책정했던 전 시리즈와는 달리, 시리즈 최초로 모든 모드에서 공통된 난이도를 쓰게 된다. 이후 시리즈의 난이도 시스템도 익시드에서 만들어진 틀을 그대로 따라간다. 하지만 처음 도입돼서 그런 건지는 몰라도, 프렉스 3 못지 않게 표기 난이도가 매우 불안정한 버전. 다시 말해서 프렉스 3 다음으로 사기 난이도가 가장 많은 시리즈가 되고 만다. 이때부터 안다미로의 펌프 잇 업 제작팀이 'Team FREEVOLT'라는 이름으로 별도 사내 스튜디오화되었다. 이때 개발진 일부는 독립해서 새 회사인 넥스케이드(Nexcade)를 설립해서 외주하청관계로 개발에 계속 관여하기 시작. PS2용으로 출시가 되기도 하였으며, PSP용으로 컨버전이 되기도 했다. 해외시장에는 XBOX용으로도 출시, PSP용은 PS2용과 그다지 많이 다르지 않은데다가 조작을 안드로메다로 여행을 보낸지라 큰 인기를 끌지 못했다.

## 대표 곡
파이널 오디션 3 U.F., 태동 2, 몽키 핑거즈, 펌프 미 아마데우스, X-트림, 겟 업!, 디그니티, 니가 진짜로 원하는 게 뭐야(크래쉬)

## 채널
- BanYa (반야) = 반야가 작곡한 곡만 모은 채널.
- K-Pop(한국 대중가요) = 대한민국의 가요들만 모은 채널.
- Pop (팝) = 대한민국 외 세계곡을 모은 채널.

## 모드
하프더블은 이 버전에서 삭제되었다.
- 노멀
- 하드
- 크레이지
- 프리스타일 (10개의 발판으로 1인용에만 사용가능)
- 나이트메어 (10개의 발판으로 1인용에만 사용가능)
- 콤보 배틀모드 (2인용 플래시에만 사용가능)

## 수록곡
곡명의 배경색으로 빨간색이 펌프잇업의 반야(BanYa), 파란색이 가요(K-Pop), 노란색이 팝(Pop)의 곡으로 구성되어있다. 곡 제목의 굵은 글씨는 펌프 잇 업의 인기 명곡이고 익시드 이전버전의 곡들의 표 안에 굵은 동그라미는 변경 및 새로운 스텝이다. H.O.T.의 투지는 오랜만에 부활하였다.
| 곡제목                                      | 노멀 | 하드 | 크레이지 | 프리스타일 | 나이트메어 |
| ------------------------------------------- | ---- | ---- | -------- | ---------- | ---------- |
| 반야 - 이그니션 스타츠                      | X    | O    | O        | O          | X          |
| 반야 - 힙노시스                             | X    | O    | O        | O          | O          |
| 유승준 - 열정                               | O    | O    | X        | O          | X          |
| ‘클론 - 돌아와’                             | O    | O    | O        | O          | X          |
| 클론 - 펑키 투나잇                          | X    | O    | X        | O          | X          |
| 노바소닉 - 또다른 진심                      | O    | O    | X        | O          | O          |
| “반야 - 싫어”                               | O    | O    | X        | O          | X          |
| 반야 - 코울                                 | X    | O    | O        | O          | X          |
| 반야 - 파이널 오디션                        | O    | O    | O        | O          | O          |
| 반야 - 엑스트라바간자                       | X    | O    | O        | O          | O          |
| H.O.T. - 투지                               | O    | X    | X        | O          | X          |
| 젝스키스 - 컴 백                            | X    | O    | O        | X          | X          |
| 반야 - 파이널 오디션 2                      | X    | O    | O        | O          | O          |
| 반야 - 태동                                 | X    | O    | O        | O          | X          |
| 반야 - 터키 행진곡                          | X    | O    | O        | O          | O          |
| 반야 - 악몽                                 | O    | O    | X        | O          | X          |
| 반야 - 그녀는 피자를 좋아해                 | X    | O    | O        | O          | O          |
| 반야 - 펌핑 업                              | X    | O    | X        | X          | X          |
| 타샤니 - 경고                               | O    | O    | O        | O          | X          |
| “듀스 - 우리는”                             | O    | O    | O        | O          | X          |
| 반야 - 오! 로사                             | O    | O    | O        | O          | X          |
| 반야 - 첫사랑                               | O    | O    | O        | O          | X          |
| 반야 - 사랑가                               | O    | O    | O        | O          | X          |
| 반야 - 무혼                                 | O    | O    | O        | O          | X          |
| 반야 - 미스터 라푸스                        | O    | O    | O        | O          | O          |
| “노바소닉 - 뛰어봐!”                        | O    | O    | O        | O          | X          |
| “DJ DOC - 런 투 유”                         | O    | O    | O        | O          | X          |
| 반야 - 롤링 크리스마스                      | O    | O    | O        | O          | X          |
| 반야 - 올 I 원트 포 크리스마스              | O    | O    | O        | O          | X          |
| 반야 - 베토벤 바이러스                      | O    | O    | O        | O          | O          |
| “듀스 - 나를 돌아봐”                        | O    | O    | O        | O          | O          |
| ‘김성재 - 말하자면’                         | O    | O    | O        | O          | O          |
| 노바소닉 - 슬램                             | O    | O    | O        | O          | O          |
| ‘이박사 - 스페이스 판타지’                  | O    | O    | O        | O          | X          |
| ‘크라잉 넛 - 서커스 매직 유랑단’            | X    | O    | O        | O          | X          |
| “듀크 - 스타리안”                           | X    | O    | O        | O          | X          |
| 반야 - 치킨 윙                              | X    | X    | O        | O          | X          |
| F2 오리지널(반야) - 라젠스키 캉캉           | X    | X    | O        | X          | O          |
| ‘티티마 - 론너’                             | X    | O    | O        | O          | X          |
| ‘이박사 - 몽키 매직’                        | O    | O    | O        | O          | X          |
| ‘이현도 - 삐에로’                           | O    | O    | O        | O          | O          |
| 반야 - 파이널 오디션 에피소드 1             | X    | O    | O        | O          | O          |
| 반야 - 닥터. M                              | O    | O    | O        | O          | O          |
| 반야 - 겟 유어 그루브 온                    | O    | O    | O        | O          | X          |
| 반야 - 러브 이스 어 데인저 존               | O    | O    | O        | O          | X          |
| 반야 - 마리아                               | O    | O    | O        | O          | X          |
| 반야 - 윈터                                 | O    | O    | O        | O          | O          |
| 반야 - 윌 O' 더 위스프                      | O    | O    | O        | O          | O          |
| 반야 - 오이 오이 오이                       | O    | O    | O        | O          | X          |
| ‘투야 - 가’                                 | O    | O    | O        | O          | X          |
| ‘하늘 - 웃기네’                             | O    | O    | O        | O          | X          |
| “디바 - 딱이야!”                            | O    | O    | O        | O          | O          |
| 반야 - 부크                                 | O    | O    | O        | O          | O          |
| 반야 - 우편마차                             | O    | O    | O        | O          | O          |
| 파파 곤잘레스 - 밤볼레                      | O    | O    | O        | O          | O          |
| 반야 - 비                                   | O    | O    | O        | O          | O          |
| B-레짓, 2와이스&4트레이 - 버닝 크립트       | O    | O    | O        | O          | X          |
| 2와이스 - 캔 유 필 디스 오어 댓             | O    | O    | O        | O          | X          |
| 스쿱 핏, 조이스 라일 - 클랩 유어 핸즈       | O    | O    | O        | O          | O          |
| 퀸 라틴 - 콩가                              | O    | O    | O        | O          | X          |
| 반야 - D 갱                                 | O    | O    | O        | O          | X          |
| 로드니 O & 조이 쿨리 - DJ 나이트메어        | O    | O    | O        | O          | X          |
| 모즈키토 - 에레스 파라 미                   | O    | O    | O        | O          | X          |
| DJ 폴라 - 피에스타 마카레나 파트 1          | O    | O    | O        | O          | X          |
| 반야 - 헬로                                 | O    | O    | O        | O          | X          |
| 케이 켄트 - 온 유어 사이드                  | O    | O    | O        | O          | X          |
| 칼로스 T. 퀼라 - 에브리바디                 | O    | O    | O        | O          | X          |
| 갠스 - 조인 더 파티                         | O    | O    | O        | O          | O          |
| 프레스노 - 레이 잇 다운                     | O    | O    | O        | O          | X          |
| 리사 쿨 & 더 사우스 스피릿 - 렛 더 선샤인   | O    | O    | O        | O          | X          |
| 다운 로우 - 러브씽                          | O    | O    | O        | O          | O          |
| 모즈키토 - 멕시 멕시                        | O    | O    | O        | O          | X          |
| 로드니 O & 조이 쿨리 - 유 돈 워너 런 업     | O    | O    | O        | O          | X          |
| 반야 - 비트 오브 더 워                      | O    | O    | O        | O          | X          |
| “노바소닉 - 태양의 나라”                    | O    | O    | O        | O          | O          |
| 핑크 - 겟 더 파티 스타티드                  | O    | O    | O        | O          | O          |
| 반야 - 컴 투 미                             | O    | O    | O        | O          | O          |
| 곡제목                                      | 노멀 | 하드 | 크레이지 | 프리스타일 | 나이트메어 |
| 반야 - 파이널 오디션 3 U.F.                 | O    | O    | O        | O          | O          |
| 반야 - 태동 2                               | O    | O    | O        | O          | O          |
| 반야 - 몽키 핑거즈                          | ?    | ?    | ?        | ?          | ?          |
| 반야 - 블레이징                             | O    | O    | O        | O          | O          |
| 반야 - 펌프 미 아마데우스                   | O    | O    | O        | O          | O          |
| 반야 - 엑스트림                             | O    | O    | O        | O          | O          |
| 반야 - 겟 업!                               | O    | O    | O        | O          | O          |
| 크래쉬 - 디그니티                           | O    | O    | O        | O          | O          |
| 원투 - 자! 엉덩이                           | O    | O    | O        | O          | O          |
| 보아 - 발렌티                               | O    | O    | O        | O          | O          |
| “크래쉬 - 니가 진짜로 원하는게 뭐야?”       | O    | O    | O        | O          | O          |
| 유니 - 가                                   | O    | O    | O        | O          | O          |
| 올리버 - 플라멩고                           | O    | O    | O        | O          | O          |
| 데비 스코트 - 키스 미                       | O    | O    | O        | O          | O          |
| 카오마 - 에사 마네이라                      | O    | O    | O        | O          | O          |
| 크리스틴 - 바 비 루 비 라                   | O    | O    | O        | O          | O          |
| 로스 니노스 디 사라 - 라 쿠바니타           | O    | O    | O        | O          | O          |
| ROD - 셰이크 잇 업                          | O    | O    | O        | O          | O          |
| 스맥스 - 원 러브                            | O    | O    | O        | O          | O          |
| 빅토리아 - 파워 오브 드림                   | O    | O    | O        | O          | O          |
| 빅토리아 - 워치 아웃                        | O    | O    | O        | O          | O          |
| 엘 쿠바 - 피에스타                          | O    | O    | O        | O          | O          |
| 제너럴 그랜트 - 소카 메이크 유 램 램        | O    | O    | O        | O          | O          |
| P. 허나데즈 & B. 토마스 - 본 투 비 얼라이브 | O    | O    | O        | O          | O          |
| 로스 델 리티모 - 엑시봄 봄봄                | O    | O    | O        | O          | O          |
| 반야 - 오! 로사 (스페인어)                  | O    | O    | O        | O          | X          |
| 반야 - 첫사랑 (스페인어)                    | O    | O    | O        | O          | X          |
| 곡제목                                      | 노멀 | 하드 | 크레이지 | 프리스타일 | 나이트메어 |

| 펌프 잇 업 시리즈   | 펌프 잇 업 시리즈 | 펌프 잇 업 시리즈 | 펌프 잇 업 시리즈 | 펌프 잇 업 시리즈   |
| ------------------- | ----------------- | ----------------- | ----------------- | ------------------- |
| 펌프 잇 업 프렉스 3 | <-                | 펌프 잇 업 익시드 | ->                | 펌프 잇 업 익시드 2 |